# Paul Cohn (Fußballspieler)
Paul Cohn (* 19. Jahrhundert; † 20. Jahrhundert) war ein deutscher Fußballspieler.
Cohn ist Gründungsmitglied des im Jahre 1909 gegründeten Sportvereins SG Wattenscheid 09, wo er auch als Abwehrspieler fungierte. Im Ersten Weltkrieg wurde er mit dem Eisernen Kreuz I. Klasse ausgezeichnet. Zum 25. Vereinsjubiläum konnte der jüdische Fußballspieler nicht ins Klubhaus gelangen, weil der neue „Vereinsführer“ ein NSDAP-Mitglied war und daher „Juden unerwünscht“ waren.
Am 20. August 2014 entschieden die Mitglieder der SG 09 Wattenscheid e.V. fast einstimmig, dass das Vereins-Jugendheim in Paul-Cohn-Haus umbenannt werden soll.